# Bathypogon posticus
Bathypogon posticus là một loài ruồi trong họ Asilidae. Bathypogon posticus được Walker miêu tả năm 1855. Loài này phân bố ở miền Australasia.